# ニッケル・亜鉛電池
ニッケル・亜鉛電池(Ni-Zn)はニッケル金属水素化物電池(Ni-MH)に似た二次電池の一種である。電圧はNi-MHより高い1.6Vを有する。
より大きいニッケル・亜鉛電池のシステムは100年以上にわたり知られている。2000年より安定な亜鉛電極システムの開発により、この技術は他の市販の二次電池システムと比較して存続でき競争力があるものとなった。他の技術と異なりトリクル充電は推奨されていない。

## 歴史
1901年、トーマス・エジソンが充電式ニッケル・亜鉛電池システムの特許（アメリカ合衆国特許第 684,204号）を取得した。
この電池は後にアイルランドの化学者Dr. James J. Drumm (1897–1974)により開発され、1932年から1948年の間にダブリン-ブレイ鉄道線で使われる2台車のDrumm railcarの4つに設置された。成功したが、電池が消耗した際に撤去された。初期のニッケル・亜鉛電池は少しの放電/再充電サイクルしか提供できなかった。1960年代、ニッケル・亜鉛電池は軍事用途向けの銀・亜鉛電池の代用品として研究され、1970年代には再び電気自動車の関心が集まった。Evercel Inc.はニッケル・亜鉛電池にいくつかの改良を加え特許を取得したが、2004年にその領域から撤退した。

## 応用
ニッケル・亜鉛電池は1.2Vのニッケル・カドミウム蓄電池やニッケル・水素充電池と同じ充電/放電曲線を有するが、より高い1.6Vの公称電圧を持つ。
高ドレインの応用では良い性能を示し、質量対エネルギー比や質量対パワーが高いため鉛蓄電池にとって代わる可能性がある（同じパワー当たりの質量ではわずか25%）。ニッケル・カドミウム蓄電池よりも安く、この電池と鉛蓄電池の間のどこかで価格設定されると予測されている。ニッケル・カドミウムの代わりにニッケル・亜鉛を使うことができる。欧州議会はカドミウムベースの電池の禁止を支持しており、ニッケル亜鉛は電動工具やその他の用途に適している。欠点は約30サイクル後に自己放電率が増加し電池が新品の時と同じくらい充電の保持がないということである。このことが問題にならない場所ではNi-Znは高電力と高電圧を必要とする用途に適した電池である。
適切に使えば数百サイクル持続する可能性がある。

## 電池寿命
水酸化カドミウムと比較して、水酸化亜鉛が溶液中に溶解し再充電中に完全にカソードに戻らない傾向はかつてNi-Zn電池の商業的な実現可能性についての課題を提示していた。亜鉛が固体電極に完全に戻らないことは、電池の放電性能を低下させ最終的に電池を短絡させてサイクル寿命を低下させる形状変化およびデンドライト（もしくはウィスカー）として逆に現れる。
近年進歩によりこの問題は大幅に軽減された。これらの進歩には電極セパレータ材料の改良、亜鉛材料安定剤の包含、電解質の改良（例えばリン酸塩の使用）などがある。PowerGenix社はNi-Cd電池に匹敵する電池サイクルを持つ1.6V電池を開発した。
電池サイクル寿命は最も一般的には定格容量の80%の放電深度で規定され、1時間の放電電流率を推測する。放電電流または放電深度が減少するにつれて、電池の充放電サイクル数が増加する。Ni-Znと他の電池技術を比較するとサイクル寿命の比較は使用される放電率と放電深度による異なる場合がある。

## 特徴
ニッケル・亜鉛電池は完全充電時に1.85Vの開回路電圧と1.65Vの公称電圧を有する。これによりNi-Znは1.5Vアルカリ一次電池を使用するよう設計された機器での利用が可能であるが、一部の機器では通常の乾電池よりも電圧が高過ぎるため故障の原因となる。 
より強力で最大800サイクルの寿命を有する新たな電池は、電気自動車用のリチウムイオン電池の代替品となりうる。セル電圧が高いため、Ni-CdやNi-MHよりも所与のパック電圧に必要なセルが少なくなる。また、内部抵抗は低く（通常5mΩ）、50C（CはAhで表された電池容量を1時間で割った値）までの高い電池放電率が可能である。
Ni-Zn電池はリサイクルが難しい水銀、鉛、カドミウムや金属水素化物を使っていない。ニッケルと亜鉛は自然界で一般的に発生する元素であり、完全にリサイクルすることができる。
Ni-Zn電池は引火性の活物質や有機電解液を用いず、最新のモデルではデンドライトの問題を軽減する重合体セパレータを使っている。
適切に設計されたNi-Zn電池は、非常に高い出力密度と低温放電性能を持ち、100%に放電することができ問題なく再充電できる。2017年現在、Fまでのサイズで利用可能であり、プリズムセル1つ当たり50Ahであった。
亜鉛は地殻で24番目に豊富に存在する安価で豊富な金属であり、健康に危害がない。一般的な酸化数は+2であるため、充電と放電ではNi-MH電池のように1つの電子ではなく2つの電子を移動させる。

## 充電
Ni-Zn電池の充電器は1.4VのNi-MHより高い、1セル当たり1.85Vの完全充電電圧で電池を充電することができなければならない。Ni-Zn技術はCもしくはC/2の最適充電速度が好ましいため、高速充電サイクルに適している。
既に知られた充電方式にはCもしくはC/2の定電流からセル電圧(=1.9V)がある。最大充電時間は2+1⁄2時間および3時間など様々に与えられる。1度充電すると再結合は行われず、余分な水素は最終的に排出され、電池サイクル寿命に悪影響を与えるため、連続トリクル充電は推奨されない。Ni-Zn電池の一般的な充電器は電池が完全に充電された後に特に充電をトリクルすることはないが、シャットオフする。